# Jacques-Marie Deschamps
Pour les articles homonymes, voir Deschamps.
Jacques-Marie Deschamps né vers 1750 à Paris et mort en 1826, est un dramaturge, librettiste et écrivain français.
Deschamps fut, sous l’Empire, secrétaire des commandements de Joséphine et resta à son service après le divorce.
II a donné au théâtre du Vaudeville des pièces fort agréables par le naturel et la gaieté : la Revanche forcée (1792), Piron chez ses amis (1792), Poinsinet ou que les gens d’esprit sont bêtes (1793), Dufresny ou le Mariage impromptu (1796); quelques autres pièces en collaboration avec Barré, Radet, Desfontaines, Després et le vicomte de Ségur, l’opéra-comique Claudine (1794), des oratorios, etc.

Il est l'auteur des paroles de l' Hymne à l'Étre Suprême chanté par les enfants le 20 prairial an II.
Au théâtre des Arts il donne Le Pavillon du Calife, ou Almanzor et Zobéïde, opéra en deux actes et en vers libres, en collaboration avec  Jean-Baptiste-Denis Despré et Étienne Morel de Chedeville, musique de Nicolas Dalayrac, le 12 avril 1804 (22 germinal an XII ). Cet opéra sera tombé après la troisième représentation.
On lui doit aussi des traductions de quelques romans anglais, entre autres d’une Simple histoire de Inchbald (1796, 2 vol. in-8°), et une traduction en vers du poème de Vincenzo Monti, le Barde de la Forêt-Noire (1807, in-8°).
Il a travaillé au Journal littéraire de Clément de Dijon.

## Sources
- Charles Dezobry, Théodore Bachelet et une société de littérateurs, de professeurs et de savants, Dictionnaire général de biographie et d'histoire de mythologie, de géographie ancienne et moderne comparée, des antiquités et des institutions grecques, romaines, françaises et étrangères, vol. 1, Paris, Charles Delagrave et Cie, 1866, 4e éd. (1re éd. 1857), VII-993 p., 2 vol. et supplément (lire en ligne), « DES », p. 780.

- Gustave Vapereau, Dictionnaire universel des littératures : Contenant : des notices sur les écrivains de tous les temps et de tous les pays et sur les personnages qui ont exercé une influence littéraire, l'analyse et l'appréciation des principales œuvres individuelles, collectives, vol. 1, Paris, Hachette, 1876, XVI-2096 p., 3 vol. ; 25 cm (lire en ligne), p. 613 col. 1 et 2.